# Psychoda thrinax
Psychoda thrinax és una espècie d'insecte dípter pertanyent a la família dels psicòdids que es troba a Nord-amèrica: Califòrnia, Texas i el districte de Colúmbia.